# 经济学人
《經濟學人》（英語：The Economist）是一份英國的英文新聞週報，分八個版本面向全球發行，其編輯部位於倫敦。它在1843年9月由詹姆士·威爾遜創辦。在創辦之初，《經濟學人》以報紙版式發行；時至今日，儘管它已經採用小開本、亚光紙的雜誌版式出版，但它依然沿用舊時的習慣，將自己稱為「報紙」。2017年上半年，《經濟學人》實體和數字刊物的平均每周發行量合共達到144萬份，其中近六成發行量位於北美地區。
《經濟學人》歸經濟學人集團所有。後者的股權中有50%由包括報社編輯和職員在內的私人投資者持有，餘下50%由英國罗斯柴尔德家族和意大利阿涅利家族分別直接或通過控股公司持有，二者在集團董事會均有代理人。集團曾經的主要股東還包括培生集團。在2016-2017財年，經濟學人集團的經營利潤達到5600萬英鎊。《經濟學人》主編的任命和解任均由集團下設的理事會負責。報社有大約100名僱員，其中約三分之二在倫敦西敏市的總部辦公，其餘則被派駐在全球近20個國家的編輯部。
雖然刊名為「經濟學人」（英文名為「經濟學家」之義），但《經濟學人》並非專門研究經濟學，也不是學術期刊，而是一本涉及全球政治、經濟、文化、科技等多方面事務的綜合性新聞評論刊物，著重於對這些議題提供深入的分析和評論。它的社論持有古典自由主義與經濟自由主義的立場，傾向於支持自由貿易、全球化、人口自由流動和文化自由主义（例如支持國家承認同性婚姻）。它曾將自己形容為「亞當·斯密與大衛·休謨的蘇格蘭式自由主義的產物」。它面向受教育程度較高的讀者群，其中包括許多著名學者、知名企業的高級管理人員和擁有巨大影響力的政治人物。。21世紀以來，儘管《時代》、《福布斯》、《新聞週刊》等諸多同類英文新聞雜誌的發行量均陷入停滯或出現下滑，但《經濟學人》的發行量和廣告業績卻有顯著增加。這一讀者閱讀習慣的變化被經濟學人集團的前安德鲁·拉什巴斯（Andrew Rashbass）形容為「大眾智慧」（Mass Intelligence）時代的來臨。

## 宗旨
紙質版《經濟學人》的目錄頁和《经济学人》官网都用斜體寫著該報的宗旨：
| “              | 在推動前行的智慧與阻礙進步的膽怯無知進行激烈鬥爭時，參與其中。 | ” |
| ——《经济学人》 |                                                                |   |

## 歷史

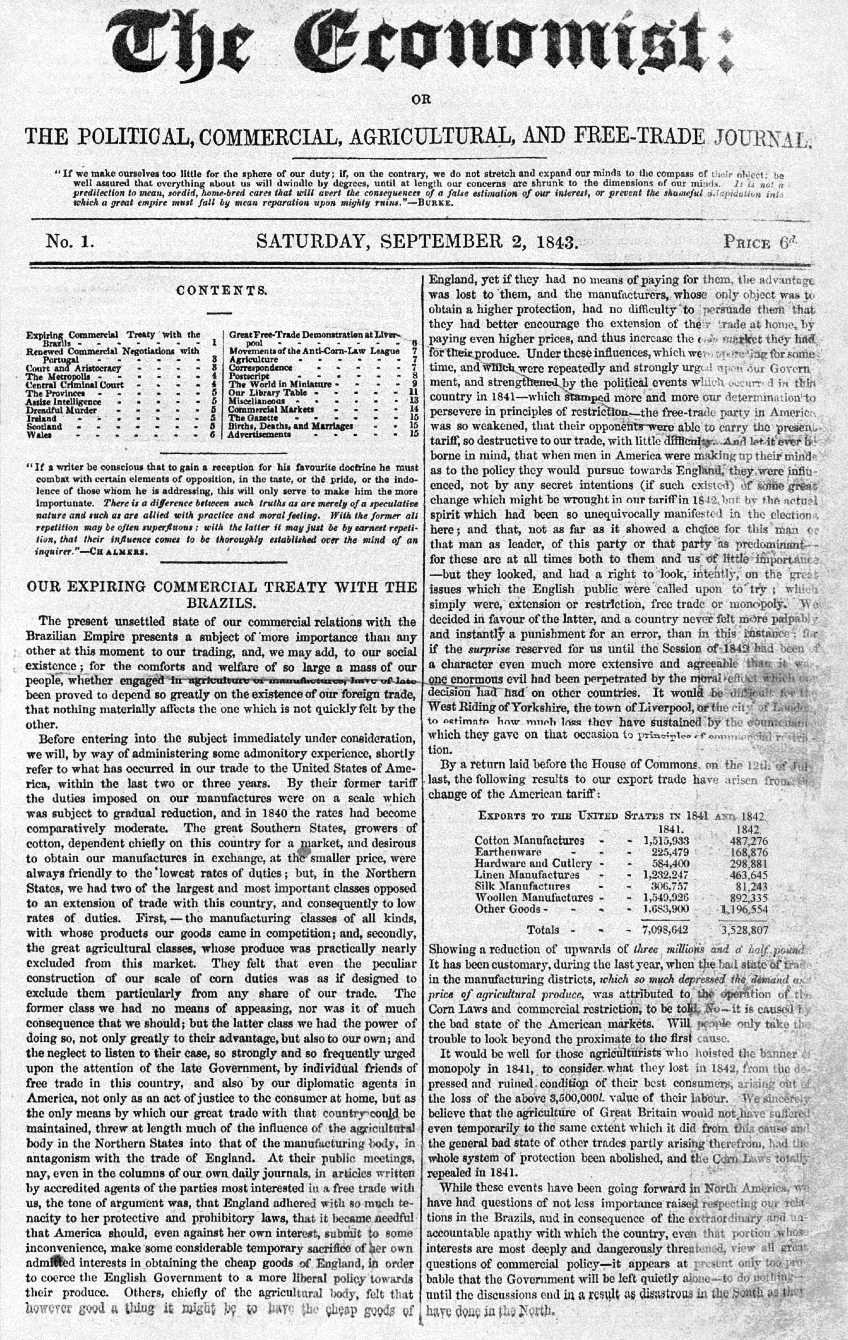
1843年9月2日的《經濟學人》創刊號頭版

《經濟學人》由英國商人、銀行家詹姆士·威爾遜在1843年創辦，當時的刊名為《經濟學人：政治、商業、農業和自由貿易報》（The Economist: or the Political, Commercial, Agricultural, and Free Trade Journal），創刊的初衷是推動廢除被稱為「穀物法」的進口關稅制度。在創刊前夕發出的一份招股書中，《經濟學人》編輯部列舉了該報希望關注的十三個領域：
1. 原創社論，嚴格以自由貿易的原則為指導，審視當下的重要議題。
2. 探討熱點話題的文章，包括實務、商業、農業或國際話題。
3. 將政治經濟學的基本原則應用於實踐經驗的文章，側重點是關於價格、工資、地租、交換、收入和稅收的定律。
4. 對英國議會的報道，著重關注商業、農業和自由貿易。
5. 對支持自由貿易的民眾運動的報道。
6. 關於英國王室、倫敦、英格蘭各郡、蘇格蘭與愛爾蘭的一般新聞。
7. 商業話題，例如財政法規變更、市場現狀與展望、進出口、國際新聞、製造業地區現狀、重大機械革新的通報、貨運新聞、貨幣市場，以及鐵路和上市公司的進展。
8. 農業話題，包括地理學和化學的應用、新型或改良過的農具；具體報道收成狀況、市場、價格、國際市場及折算為英鎊的價格；偶爾會詳細報道比利時、瑞士等農業國家的規劃。
9. 殖民區與國際話題，包括貿易、生產、政治和財政變化等；著重揭露經濟限制和保護主義的危害，以及自由交流與貿易的優點。
10. 法律報道，主要限於對商業、製造業和農業有重要意義的領域。
11. 書評，主要但不完全限於商業、製造業和農業領域的主題，包括所有政治經濟學、金融和稅收方面的專著。
12. 商業公報，刊登當週的價格和指數。
13. 讀者的來信和詢問。

1845年，在英國「鐵路狂熱」時期，該報一度與《銀行公報》（Bankers' Gazette）及《鐵路觀察》（Railway Monitor）合併，並將刊名改為《經濟學人：商業週報、銀行公報及鐵路觀察——政治化和文學化的大眾報紙》。
1861年，威爾遜的女婿、英國銀行家、政治分析家沃爾特·白芝浩成為了該報的第三任主編。在其任上，該報開始在報道中更多涵蓋政治議題，並加強了對美國事務的報道。白芝浩對編輯理念的這一改革使得《經濟學人》在國內外的影響力得到了顯著提升，並成為了一些政治決策者的重要參考。白芝浩被《經濟學人》認為是其史上最偉大的主編；該報後來於1986年推出了以白芝浩命名的專欄，以紀念他擔任主編時所做出的貢獻。
從1922年至1956年，在·雷頓和傑佛瑞·克勞瑟分別擔任該報第九、十任主編時，《經濟學人》對國際事務和商業話題的報道進一步增加，影響力和權威性也達到了創刊後的新高，發行量由1920年的6170份迅猛增長至1956年的55,175份，且國際發行量在二戰前曾一度增長到了總發行量的一半。其間，該報於1941年珍珠港遇襲後開設了「美國」欄目，成為其首個專門報道某一國家的欄目。
1959年，英國排版設計師雷諾茲·斯通設計了《經濟學人》目前使用的報頭標誌。1964年，報社搬進了位於倫敦西敏市聖詹姆斯街25號的經濟學人大廈，這一建築不但成為了該報的標誌之一，也被視為二戰後粗獷主義建築的代表性作品。
《經濟學人》在二十世紀後期進行了大量的國際化嘗試。1967年，該報面向拉丁美洲讀者推出了隔週發行的西班牙語版本，但未獲成功，於三年後不再出版。1978年，該報大舉擴張美國市場，在美發行量和廣告收入均得到了巨大提升。此外，在二十世紀七十和八十年代，該報先後增加了科技、亞洲等新欄目，從而進一步擴大了報道範圍。
2001年5月，《經濟學人》進行了繼1934年和1987年後的第三次大幅改版，改為全彩印刷並開始使用重新設計的標題和正文字體，這一版式一直延續至今。
2012年1月，《經濟學人》在每周出版的刊物中開設了「中國」欄目，這是繼1941年的「美國」欄目之後的首個國家欄目。
2015年8月，經濟學人集團從培生集團手中回購了價值2.84億美元的500萬股股份，而培生集團所持有的其餘價值4.47億美元的股份則被出售給意大利投資公司Exor。

### 歷任主編
曾擔任《經濟學人》主編的人士有：

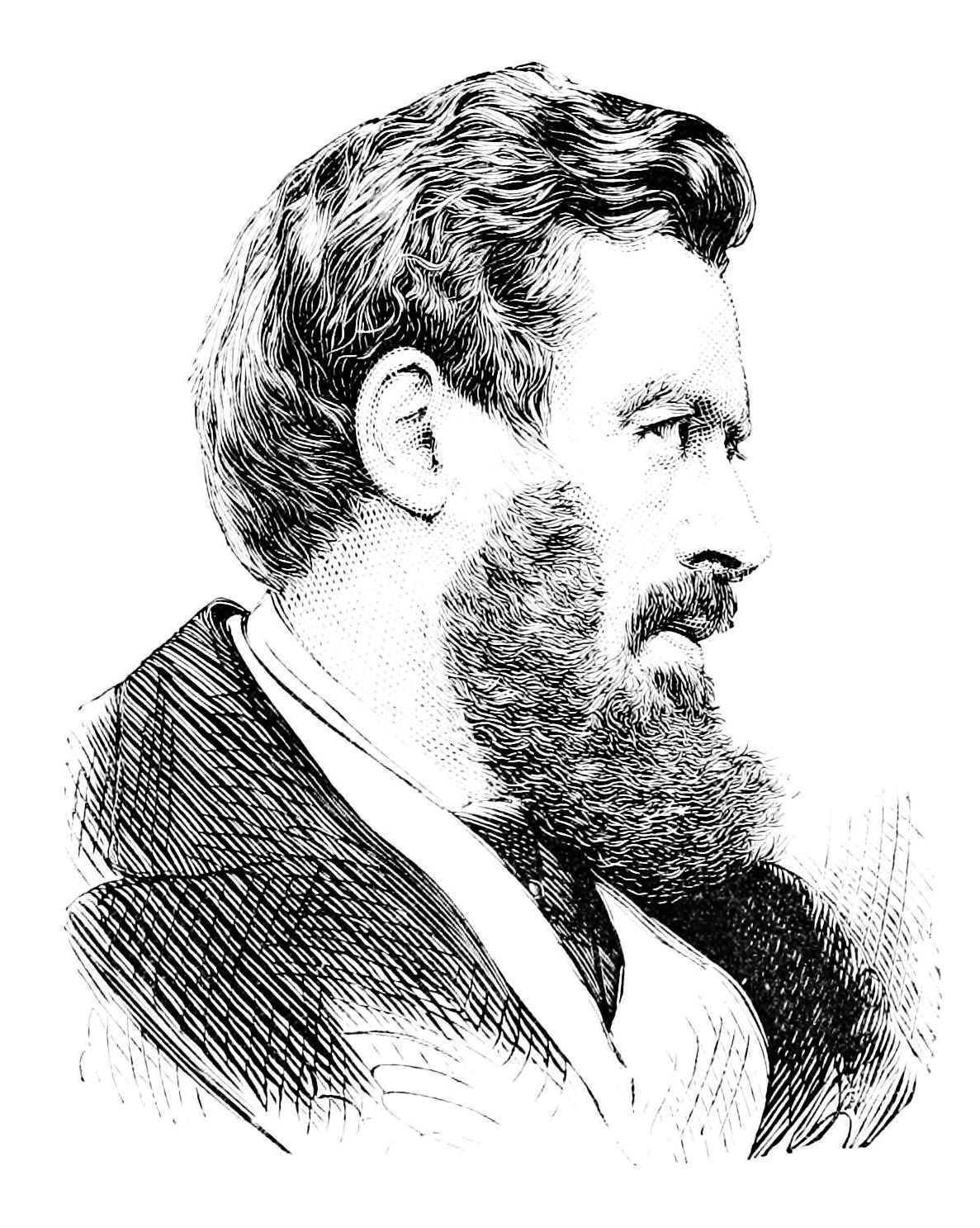
沃爾特·白芝浩，《經濟學人》的早期主編之一

- 詹姆士·威爾遜，1843–1857（赫伯特·斯宾塞在1848至1853年間任副主編）
- ·赫頓，1857–1861
- 沃爾特·白芝浩，1861–1877
- 丹尼爾·康納·拉斯伯里（Daniel Conner Lathbury），1877–1881（與下合編）
- 殷格里斯·帕爾格雷夫，1877–1883（與上合編）
- 愛德華·約翰（Edward Johnstone），1883–1907（在任最長的主編）[32]
- 法蘭西斯·瑞格利·赫斯特，1907–1916
- ·威瑟斯（Hartley Withers），1916–1921
- ·雷頓爵士，1922–1938
- 傑佛瑞·克勞瑟（英语：Geoffrey Crowther, Baron Crowther），1938–1956
- ，1956–1965
- 阿里斯戴爾·伯奈特爵士，1965–1974
- 安德魯·，1974–1986
- -利亞，1986–1993
- 比爾·艾默特（英语：Bill Emmott），1993–2006
- 約翰·麥克列威特，2006–2015
- 詹尼·明顿·贝多斯（英语：Zanny Minton Beddoes），2015至今（首位女性主編）[33]

## 觀點和立場

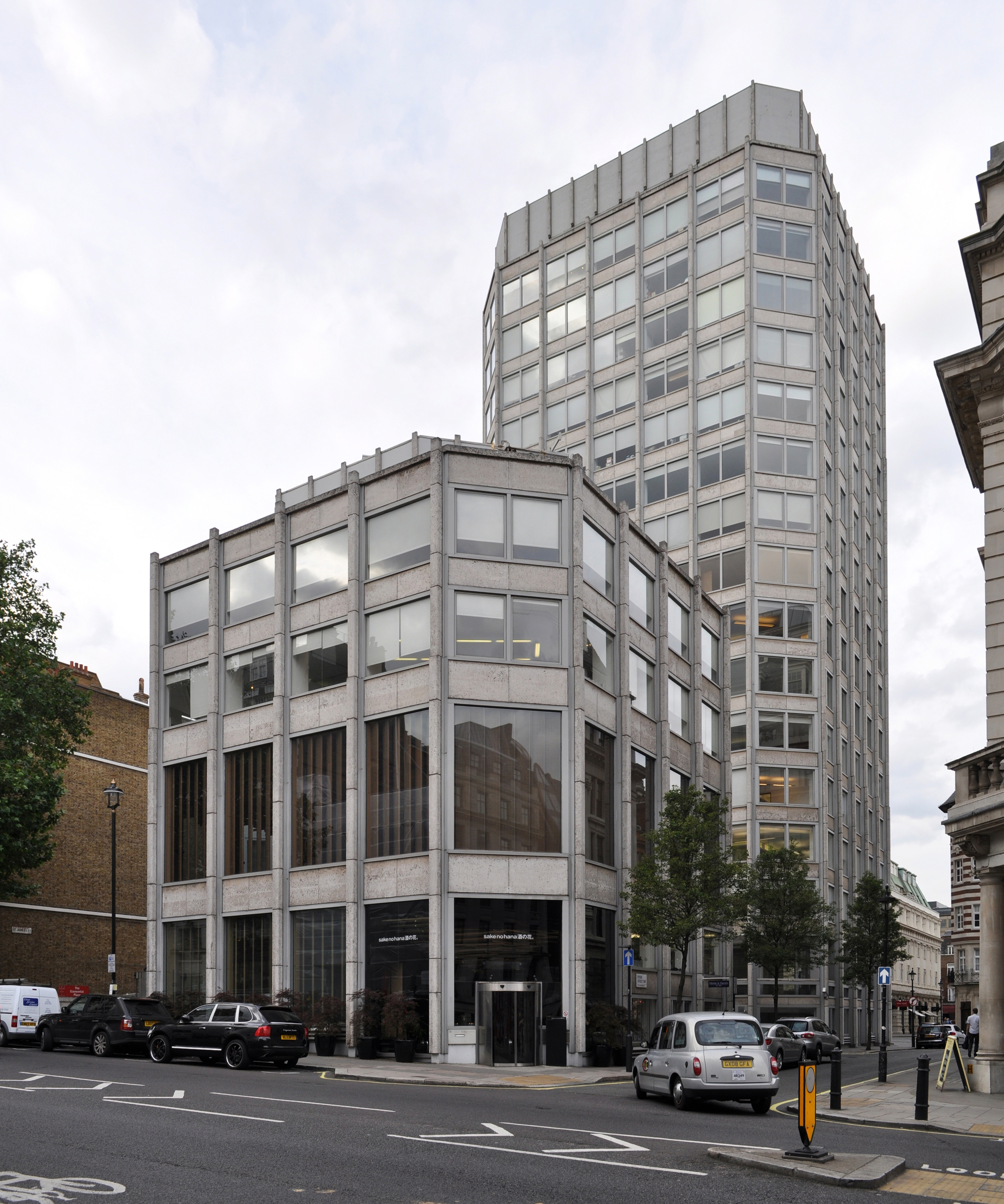
倫敦圣詹姆斯街上的《經濟學人》編輯部大樓

在《經濟學人》創刊之初，其英文名所對應的（即「經濟主義」）一詞的含義相當於今天所說的「經濟自由主義」。總體而言，《經濟學人》支持自由貿易、全球化和人口自由流動。活動家、記者喬治·蒙比爾特認為它的立場屬於新自由主義，但在「合理」時也會偶爾接受凱恩斯主義經濟學主張的政府干預，例如它支持徵收碳排放稅以抵禦全球變暖。前任總編比爾·艾默特說：「一直以來，《經濟學人》的理念都是自由派而非保守派的」。
除了經濟觀點，《經濟學人》在社會議題上也支持自由主義立場，例如支持承認同性婚姻、支持毒品合法化、批評美國稅收制度，並支持在公共衛生問題上進行一定程度的政府規管，如公共場所吸菸和兒童體罰。它一直贊同外來工人計劃以及大赦非法移民，也始終支持控槍。它還曾在20世紀出版的最後一期刊物中發布了一篇上帝的「訃告」，喻指宗教將在21世紀內消亡。
《經濟學人》在英國大選中既曾支持過工黨，也曾支持過保守黨，在美國大選中也分別支持過共和黨和民主黨候選人。它把自己支持候選人的原則總結為「支持最可能採取古典自由主義政策的候選人和政黨」。它在官方網站上是這樣描述其立場的：
除了自由貿易和自由市場，《經濟學人》還有哪些信念？「《經濟學人》仍然願意將自己歸為激進派。它有史以來始終持有極端中間派的立場。」這句話是《經濟學人》前主編傑弗里·克勞瑟在1955年時說的，但它在今天也同樣適用。《經濟學人》與特權、自負和墨守成規為敵。它支持過雷根、柴契爾這樣的保守派。它在越戰時支持過美國。但它也支持過哈羅德·威爾遜和比爾·克林頓表達了支持，並且始終擁護一系列的自由派主張：從創刊之初的反對死刑，到支持刑罰制度改革和去殖民化，再到近年來的支持槍枝管制和同性婚姻。
《經濟學人》經常在報道和評論中指責政治人物和國家的腐敗或不誠實行為。它在近年批評過的人物包括世界銀行時任行長沃尔福威茨、意大利時任總理貝盧斯科尼（貝盧斯科尼本人將《經濟學人》蔑稱為，即原名與（共產黨員）一詞的結合）、剛果民主共和國總統约瑟夫·卡比拉、津巴布韋領導人穆加贝和阿根廷時任總統克里斯蒂娜·费尔南德斯等。它也曾支持彈劾美國總統柯林頓，並在美軍虐囚事件事發後要求美國國防部長拉姆斯菲尔德辭職。
在美國政治和國際事務上，《經濟學人》起初對美國入侵伊拉克表達了強烈的支持，但在2007年評論稱這次戰爭行動本身「從一開始就被搞砸」，批評小布什政府在處理戰爭事務中展現出了「近乎犯罪的不作為」，不過仍同時認為在短期內撤軍是不負責任的。它後來承認最初支持伊拉克戰爭是錯誤的。從1980年美國總統選舉起，它在大選前夕會發表社論表達對某一總統候選人的支持。在1980年到2016年的十場大選中，它有五次支持民主黨候選人（包括2004年以來的所有四次大選）、三次支持共和黨候選人，另有兩次（1984和1988年）拒絕支持任一候選人。即使在支持了某一候選人的情況下，它有時也會在社論中表明其選擇是勉強或不得已的，例如在1996年對共和黨候選人多爾以及2004年對民主黨候選人克里的支持。
相比於美國大選，該報對歷屆英國大選候選人的支持有著更為一致的政黨傾向：它從1955年英國大選開始正式表達對政黨的支持；在直至2015年的16場大選中，它幾乎全部支持了保守黨，只有三次支持過工黨（1964、2001和2005年）。在2017年大選前，儘管認為自由民主黨毫無勝選可能（該黨最終獲得了7.4%的選票以及650個議席中的12個），但它依然首次支持了該黨，以表達對兩大主要政黨同時採取封閉主義政策的強烈不滿。

## 語調和風格
《經濟學人》一直依照自身傳統，在所有欄目中都隱去撰稿人的名字，並使整本刊物保持語調一致。全刊文章風格統一，似乎出自同一人之手，其行文風格平實但嚴謹，對語言有精準運用，並展現出一種克制的風趣感；文章寫作風格緊湊，試圖在有限篇幅內涵蓋盡可能多的信息。《大西洋月刊》的出版人大衛·G·布萊德利將《經濟學人》的風格評價為「統一地以緊湊而引人入勝的文筆，表達了一種統一的世界觀」。
《經濟學人》在涉及經濟學內容時假定其讀者對於古典經濟學的基本概念有基本的了解。例如，它不會解釋「看不見的手」、「宏觀經濟學」或「需求曲線」之類的術語，並且可能只用六七個詞來解釋比較優勢理論的內容。不過，在討論經濟學的文章中，它不會假設讀者在這一學科上有任何專業訓練，而是以受過教育的非經濟學專業人士作為目標讀者。它通常不翻譯短小的法文和短語或引文。但在提及哪怕眾所周知的機構時，它也會描述其類型和性質——例如在提到高盛時，文章就會補充說明「一家投資銀行」。
《經濟學人》的內容常體現出幽默感：很多文章都含有調侃性的語句，標題和圖片說明經常是雙關語，讀者來信欄目也常以一篇奇怪或輕鬆的來信作結。這樣的幽默感有時會帶來褒貶不一的評價。例如，2003年9月20日出版的刊物的封面新聞是關於世貿組織在坎昆的部長級會議，而當期的封面圖片用一株豎起中指的仙人掌來喻指會議沒有取得有價值的成果。在兩週後刊登的讀者來信中，讀者對這一封面給出了兩極化的評價。

### 匿名撰稿制
《經濟學人》的文章幾乎從不署名，全本刊物中沒有編輯與工作人員名單，甚至主編（現任為詹尼·明顿·贝多斯）的名字也不會出現。依照該報的傳統，歷任主編只有在離職時才會發表一篇署名文章。不過，在個別情況下，文章的作者依然會被註明：不定期刊發的特別報道會由編輯署名；知名人士撰寫專欄時會署名（例如時任美國總統貝拉克·奧巴馬離任前為該報撰寫的文章）；在書評中，如果評論者與書籍作者有潛在的利益衝突，評論者也會署名。報社編輯與記者的完整名單刊登在其官網的名錄頁面；只在網路發表的博客文章會署上作者名字的首字母，而印刷版中文章的撰稿人可以在個人網站上註明自己是該文章的作者。
《經濟學人》堅持匿名撰稿，一方面是沿襲英國報紙創立時的傳統，但演變至後期更主要的原因是使刊物具備一種「集體語調」，尤其，《經濟學人》指出，「匿名性的主要原因是基於一種信念，被寫作出來的文章內容比誰是作者還要重要。」例如，雜誌每期的社論（Leaders）都是在所有編輯參與討論和辯論之後寫成的。在大多數文章中，作者自稱為「你們的記者」（your correspondent）或者「本評論者」（this reviewer）。專欄文章的作者則通常以專欄名自稱。
這樣的匿名撰稿制受到了一些批評。美國作家迈克尔·刘易斯曾稱《經濟學人》之所以保持匿名撰稿，是為了編輯部不想讓讀者知道撰稿者其實都是資歷淺薄的年輕作者。他在1991年打趣道：「這本雜誌的撰稿人都是假裝老成的年輕人......如果美國讀者們可以看到他們的經濟學導師們其實滿臉痘痘，一定會爭先恐後地取消訂閱。」加拿大作家約翰·羅爾斯頓·索爾也曾經稱該報「通過隱藏撰稿記者的姓名來創造一種幻象，彷彿其內容都是公正的真相，而不是個人觀點。鑑於該報的刊名所對應的那門社會科學就最愛為胡亂的猜測與想像出的事實披上一層必然性和精確性的偽裝，它的銷售手段充滿了改革前的天主教意味也就並不令人意外了。」 

## 發行
每期《經濟學人》的封面日期是從週六到下週五，分為非洲、亞太、歐洲、歐盟、拉丁美洲、中東、北美和英國八個版本，其中只有英國版會比其他版本多出一些文章，而其餘版本大都只是在欄目的順序上有差別。紙質版刊物於週四下午同時在六個國家付印，並於週五或週六抵達世界各地的大多數報刊銷售點和訂戶家中。該報官網在英國時間每週四晚六點左右刊出新一期刊物的內容。從2007年7月起，每期報紙的完整內容也會以MP3音頻格式在其官網上與電子版刊物同時發佈。
該報的發行量在1843年創刊之初為1969份，在1920年超過6000份，又在二戰後迅速上升，至1970年超過十萬份，1992年超過五十萬份，2005年超過一百萬份。目前，該報的發行量接受英國發行量稽核局的審計。2017年上半年，其實體發行量超過104萬份，數字發行量逾40萬份，發行量最高的地區是北美洲（佔57%）、英國（17%）和歐洲大陸（14%）。它的訂閱與零售現覆蓋全球二百多個國家，其美國讀者中有近三分之二的人年收入超過十萬美元。
《經濟學人》一度將其低發行量引以為豪。在二十世紀九十年代初，它的宣傳標語一度是「《經濟學人》——沒有被數百萬人閱讀」。二戰期間擔任主編的杰弗里·克劳瑟曾寫道：「在新聞史上，從來沒有這麼多的內容被這麼少的人讀了這麼久。」。
《經濟學人》的出版方是經濟學人報紙有限公司，該公司是經濟學人集團的全資子公司。該集團的出版物還包括《首席財務官》系列雜誌、年度展望特刊、生活方式雙月刊《1843》以及美國政治報紙等。

## 內容和欄目

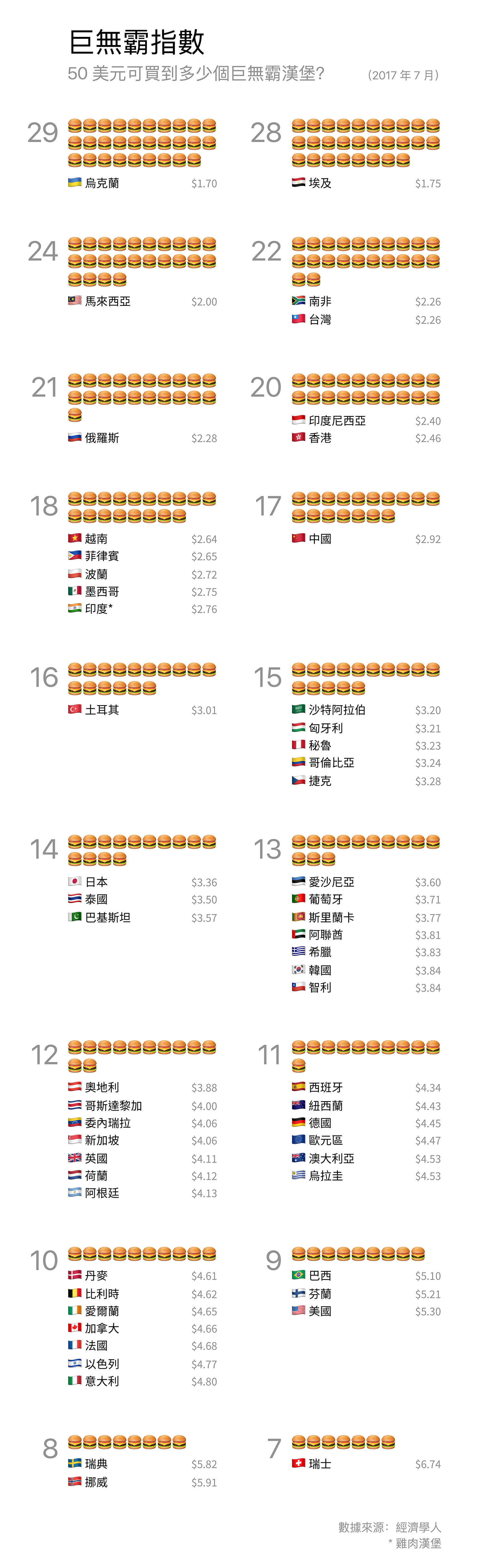
巨無霸指數的示意圖，列出了50美元在世界各國可購買的巨無霸漢堡數目（基於2017年7月數據）

《經濟學人》主要關注全球時事、政治和商業新聞，不過也有專門的科技和文藝欄目。大約每隔兩週，該報會刊發一篇針對某議題進行深入探討的「特別報道」（過去叫「調查」），關注的議題分為商業、國家和地區、經濟和金融、科學和技術以及其他五個大類。該報每隔三個月還會刊發一篇名為「科技季報」的科技題材專稿，內容都是關於科技界最新的趨勢和發展。每年末，該報會編輯出版特刊（省略號指年份，刊名意為「......年的世界」），展望接下來一年的國際形勢。從2015年4月起，編輯部會從每期刊物中選出部分文章翻譯成中文，通過「經濟學人商論」app發表，供使用中文的讀者付費訂閱。2024年2月28日，《经济学人》宣布中文应用程序《经济学人全球商业评论》於5月31日停刊。
《經濟學人》的多個欄目下都設有專欄，各專欄的名字均與其主題相關（專欄名後的括號內為其所屬欄目）：
- （英國）：取名自《經濟學人》早期主編、十九世紀英國憲法專家沃爾特·白芝浩[93]。目前的專欄作者是阿德里安·伍德里奇（英语：Adrian Wooldridge）[94]。
- （亞洲）：取名自榕樹，其樹蔭下是古吉拉特商販曾用來做生意的場所[93]。目前的專欄作者是多米尼克·齐格勒（英语：Dominic Ziegler）[95]。
- （商业）：取名自美国小说家赫尔曼·梅尔维尔的短篇小说《书记员巴特尔比》，小说主人公巴特尔比是一个暂居纽约华尔街的律師、但并不参与社会工作、以自己奇异的方式进行消极抵抗的人物[96]。目前的专栏作者是菲利普·科根（英语：Philip Coggan）[97]。
- （美洲）：關注拉丁美洲，取名自委內瑞拉外交官、詩人、哲學家安德烈斯·貝約[98]。目前的專欄作者是迈克尔·瑞德（英语：Michael Reid (journalist)）[99]。
- （金融和經濟）：關注金融，取名自美國梧桐，該樹為紐約證交所建立時華爾街上的地標之一[93]。目前的專欄作者是約翰·奧沙利文（John O’Sullivan）[100]。
- （中国）：取名自「茶馆」的汉语拼音[101]。目前的专栏作者是任大伟（英语：David Rennie）[102]。
- （歐洲）：取名自法蘭克王國國王查理大帝[93]。 目前的專欄作者是傑瑞米·克里夫（Jeremy Cliffe）[103]。
- （金融和經濟）：目前的專欄作者是瑞恩·埃文特（Ryan Avent）[104]。
- （書籍與藝術）：關注英語語言學，取名自英國辭書學家塞缪尔·约翰逊[105]。目前的專欄作者是萊恩·格林（英语：Lane Greene）[106]。
- （美國）：取名自马萨诸塞州列克星敦镇，美國獨立戰爭首場戰役的打響地[93]。目前的專欄作者是詹姆斯·阿斯蒂爾（James Astill）[107]。
- （商業）：取名自經濟學家約瑟夫·熊彼特[93]。目前的專欄作者是帕特里克·福利斯（Patrick Foulis）[108]和亨利·崔克斯（Henry Tricks）[109]。

每期報紙設有固定的訃告欄目。自2003年起，該報的訃告編輯是安·若（Ann Wroe）。
此外，報紙每週都在末尾刊登經濟數據，就業率等數據被彙總成表每週發佈，也有其它特別數據報告不定期發佈。《經濟學人》是英國週刊和週報中唯一發布權威官方經濟數據的刊物，其對世界各國數據質量的評判也在國際上有重要影響。它的知名成就之一是在1986年發明了巨無霸指數，通過比較一個巨無霸漢堡在世界各國麥當勞的銷售價格來粗略地估算不同貨幣之間的購買力平價匯率。

### 讀者來信
《經濟學人》收到的讀者來信中，經常會有來自資深商人、政治家、外交官，以及政府部門、非政府組織或是遊說集團發言人的信件。無論來函者是誰，高品質或有趣的信件都可能被刊登，且被刊登時幾乎從不附上來自編輯部的進一步評論。爭議性強的議題常會吸引大量的信件，其中可能有很多都對編輯部的立場或評論表示批評。2005年1月，在刊發了關於企業社會責任的特別報道後，該報就收到了來自英國電信總裁、樂施會、聯合國世界糧食計劃署、荷蘭皇家殻牌原董事、聯合國全球契約組織以及英國董事學會等組織和個人的信件，其中多數均對該篇報道持批評態度。2007年3月的一篇對國際特赦組織和人權議題的批評性報道不但受到了該組織的駁斥，更有聯合國人權委員會總幹事等來信對該組織表示支持。至於新加坡等國政府對報導的反駁則依慣例都會刊發，以在保持編採獨立的基礎上遵守當地的回覆權法。

### 《經濟學人》獎項
自2002至2015年，《經濟學人》曾舉辦一年一度的「經濟學人創新大獎」（Economist Innovation Awards），獎項分為生物科學、計算與通訊、能源與環境、社會與經濟創新、業務流程創新、消費者產品、企業創新獎等類別，另設一個特殊的「無邊界」類別。獎項提名在四月份進行，頒獎典禮在十一月份舉辦。從2016年起，該報創辦的年度創新峰會依然照常舉行，但不再設創新大獎。
1999年，《經濟學人》同荷蘭皇家殻牌合辦了一屆名為「2050年的世界」（The World in 2050）的未來主義寫作比賽，一等獎獲得者可獲得兩萬美元的獎勵，且作品將在年刊上刊發。

### 年度國家
自2013年起，《经济学人》在每年圣诞节合刊中公布“年度国家（country of the year）”，“年度国家”必须在过去一年里发生了显著变化，并对国际社会有所助益。
| 年份   | 年度國家     | 候選名單                                                   | 理由                                                                                   |
| ------ | ------------ | ---------------------------------------------------------- | -------------------------------------------------------------------------------------- |
| 2013年 | 乌拉圭       |                                                            | 对毒品的开明立场和对同性婚姻的宽容态度                                                 |
| 2014年 | 突尼斯       | 印度尼西亚、突尼斯                                         | 实施了开明的新宪法，同时举行了国会和总统选举                                           |
| 2015年 | 缅甸         |                                                            | 以惊人的速度实现了政治过渡                                                             |
| 2016年 | 哥伦比亚     | 爱沙尼亚、冰岛、中华人民共和国、中華民國、加拿大、哥伦比亚 | 总统桑托斯与反對派达成和平协议并交付公投                                               |
| 2017年 | 法國         | 孟加拉國、阿根廷、韓國、法國                               | 马克龙领导下的法国似乎正向全世界的人员、货物和思想开放                                 |
| 2018年 | 亚美尼亚     | 马来西亚、埃塞俄比亚、亚美尼亚                             | 以不流血的方式实现了权力移交                                                           |
| 2019年 | 乌兹别克斯坦 | 苏丹、北马其顿、新西兰                                     | 通过改革基本结束了后苏联式独裁暴政                                                     |
| 2020年 | 马拉维       | 新西兰、中華民國、美国、玻利维亚                           | 在一个威权地区复兴民主                                                                 |
| 2021年 | 意大利       | 萨摩亚、摩尔多瓦、尚比亚、立陶宛、意大利                   | 挺过2020年COVID-19低潮后經濟迅速復甦，新冠疫苗接種率位居歐洲前列，国内政界达成改革共识 |
| 2022年 | 乌克兰       | 自2013年以來內部首次無候選辯論                             | 英勇、機智、韌性地抵抗俄罗斯的入侵，鼓舞了所有受壓迫的人民和受威權主義威脅的國家       |

## 審查

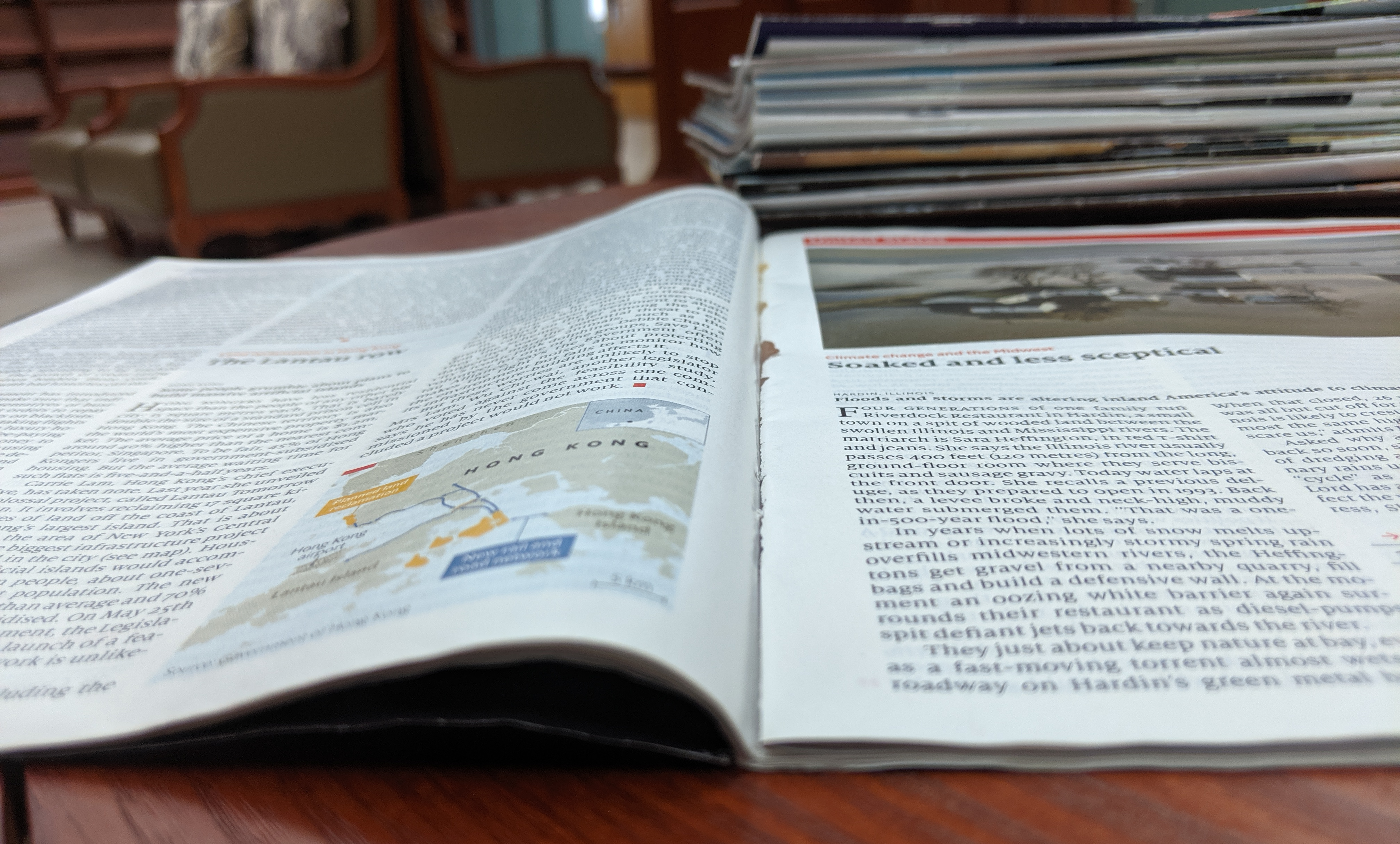
一期因涉及六四事件被中国政府撕页的《经济学人》

《經濟學人》中批評某些專制政權的文章經常會在當地被政府審查和清理。中國政府會從該報的紙質版中撕掉批評中國政府的文章；據該報統計，從2013至2016年，平均每年只有15期（即不足每年總期數的三分之一）《經濟學人》在中國大陸發行時沒有被撕頁。該報也時常與新加坡執政黨人民行動黨產生分歧，並曾經被後者以誹謗為名成功在新加坡法院起訴。
在印度，《經濟學人》和其他出版物一樣，會在刊登克什米爾地圖時受到政府審查，印度海關官員會在不符合政府領土主張的地圖上蓋上寫有「不被承認」的印章。刊物有時會因此而延誤投遞，不過不會被截停或沒收。
2002年5月，津巴布韋政府拘禁了《經濟學人》駐當地的記者安德鲁·梅尔德伦，並對其以「發佈虛假新聞」罪名起訴。梅爾德倫此前曾援引津巴布韋媒體消息，稱當地一名女子被津巴布韋執政黨非洲民族联盟－爱国阵线的支持者斬首，但這一假消息後被首發媒體撤回。梅爾德倫最終被無罪釋放，並被驅逐出境。
2006年6月14日，伊朗宣布禁售《經濟學人》，原因是其刊載的一份地圖中將波斯灣的名稱標為了「海灣」，從而違背了該國在波斯灣名稱爭議中的官方立場。
2013年8月19日，《經濟學人》披露，其6月29日出版的報紙受到了密蘇里州懲教局的審查。該局發出的信件中稱，服刑人員不得閱讀該期刊物，原因是其可能「1. 對獄中的安全和秩序產生威脅；2. 可能促進或鼓勵犯罪行為；3. 可能干擾犯人改過自新」。編輯部認為，懲教局做出這一決定的原因可能是該期報紙所配的一幅三K党成員手持絞索的圖片。
2016年4月2日出版的《經濟學人》封面是一幅諷刺中共中央總書記、中國國家主席習近平的仿毛澤東時代宣傳畫，封面报道標題為「謹防對習的個人崇拜」。其後，該報的官網和數位版刊物在中國大陸境內被禁止訪問。

## 評價

### 正面评价
《經濟學人》在很長時間以來都被認為是「西方時事期刊中最精妙和有力者之一」。卡爾·馬克思在創立社會主義理論時以該報作為獲取金融和經濟信息的主要來源之一，並曾寫道：「倫敦的《經濟學人》是金融貴族階層的歐洲喉舌，也最具代表性地描述了這一階層的態度。」
2006年，《芝加哥論壇報》將《經濟學人》評為最好的英文雜誌，稱其在國際報道中「從不只在重大災難時才感到有必要報道遙遠的國家」，並且不讓保守的編輯理念影響報道的質量。2014年，皮尤研究中心針對美國讀者的研究顯示，《經濟學人》在其調查的英文媒體中是讀者信任度最高的一家，並且同時受到自由派和保守派政治立場讀者的較高信賴；密蘇里大學在2017年進行的類似調查同樣顯示該報是最受美國讀者信任的新聞來源。2017年，針對北美洲大型公司首席財務官的調查發現，他們在宏觀經濟、地緣政治和經濟政策話題上最喜歡的新聞來源前兩名分別是《華爾街日報》和《經濟學人》。比爾·蓋茨在2016年接受訪問時說，他會從頭到尾閱讀每一期《經濟學人》。

### 负面评价
1991年，美國記者詹姆斯·法羅斯在《華盛頓郵報》上撰文稱，《經濟學人》在報道一些新聞事件時使用的社論與事件本身相矛盾。1999年，作家安德魯·沙利文在《新共和》上批評《經濟學人》用「天才營銷」來彌補分析和報道上的不足，並因而成為了屬於美國企業精英的《讀者文摘》；他認為，儘管《經濟學人》對互聯網泡沫破裂的預測在長期看來應當是準確的（泡沫事實上於兩年後破裂），該報在1998年勞動節假期道瓊斯指數跌至7400點時依然過分誇大了美國經濟所面臨的危險。他還認為，由於該報的記者和編輯中很多都畢業於牛津大學莫德林学院，其編輯理念受到了這種同質化思維的限制。英國《衛報》曾指《經濟學人》的「撰稿人幾乎從不認為有什麼政治或經濟問題是無法通過私有化、放鬆管制和自由化的三板斧解決的」。
自稱是《經濟學人》忠實讀者的《新聞週刊》前總編喬恩·米查姆批評該報過分倚重分析而忽視原創報道。

## 争议
1993年6月，OTIS公司的执行董事安利威朱帝接受《经济学人》访问时表示，该公司不在马来西亚首都吉隆坡投资，而选择在马来西亚另一城市槟城投资六千万美元，是因为槟城是个华人占大多数的地区，该公司从事电梯生产。对此时任马来西亚首相马哈迪·莫哈末表示这种说法反映思想狭隘，并表示如果要选择在华人占大多数的地方投资，该名投资家大可到中国大陆。时任槟城首席部长许子根也形容《经济学人》的报导怀有不良意图，且意在混淆视听。根据报导，OTIS马来西亚分行也于较后致函《经济学人》，对上述混淆人们表达不满，并认为有关谈话被错误注释和有失准确。
2012年，《經濟學人》被指侵入了孟加拉最高法院法官穆罕默德·胡格的電腦並發佈其私人郵件，最終導致胡格辭去了孟加拉國際戰犯法庭首席法官的職務。該報否認了指控。
2014年，在受到猛烈批評後，《經濟學人》撤下了一篇對美國歷史學家愛德華·巴提斯特著作的書評。該書以奴隸制和美國資本主義為題材。《經濟學人》在最初的書評裡批評道：「他的書中幾乎所有黑人都是受害者，而幾乎所有白人都是反派。」巴提斯特認為，這樣的負面評價是源於該報對「市場原教旨主義」的篤信，即認為獲利能力是評價一切事物的最佳標準。
2022年，《經濟學人》刊發《世界上大部分糧食並非被人類吃掉》推特貼文，將糧食用作畜牧飼料和生活燃料的行為加劇了本就嚴峻的全球糧食危機問題，並將豬所食用的糧食總量和中國人消耗量相提並論。此番言論引來中國媒體、網民強烈不滿。中國日報歐洲分社社長陳衛華率先回懟，發推特表示經濟學人雜誌是由「一群豬」開辦的，「一群種族主義的豬」；中國環球電視網主持人劉欣怒斥並表示「人寫不出這種話」。事件發酵後，經濟學人已刪除有關貼文並重新發布，唯此舉未能平息網民怒火，新帖評論區充斥批評該媒體的貼文。